# Alters- und Hinterlassenenversicherung
Die Alters- und Hinterlassenenversicherung (AHV) (französisch Assurance-vieillesse et survivants (AVS), italienisch Assicurazione vecchiaia e superstiti (AVS), bündnerromanisch Assicuranza per vegls e survivents (AVS)) ist die obligatorische Rentenversicherung der Schweiz. Sie bildet die staatliche Säule des schweizerischen Dreisäulensystems zur Sicherung des Grundbedarfs, dazu können Ergänzungsleistungen ausbezahlt werden. Die AHV wird nach dem Umlageverfahren finanziert und hat den Charakter eines Solidaritätswerks.
Altersrenten erhalten Frauen und Männer ab dem vollendeten 65. Altersjahr (für Frauen mit Jahrgang 1961–1969 gelten nach der Erhöhung ab 1. Januar 2024 von 64 auf 65 Jahre besondere Übergangsbestimmungen). Es besteht die Möglichkeit, bereits vor dem 65. Altersjahr AHV-Renten zu beziehen, jedoch nur unter bestimmten Auflagen und mit einer Rentenkürzung. Der Bezug der AHV-Rente kann auch um bis zu fünf Jahre aufgeschoben werden, wonach ein Zuschlag auf die Rente gewährt wird. Hinterlassenenrenten erhalten Witwen und Witwer mit unmündigen oder in Ausbildung befindlichen Kindern im gemeinsamen Haushalt. Im Weiteren erhalten Frauen nach dem
Tod ihres Mannes in jedem Fall eine Rente, sofern sie das 45. Altersjahr erreicht haben. Bei einer eingetragenen Partnerschaft erhält der überlebende Teil ebenfalls eine Rente. Sie entspricht derzeit der Witwerrente.

## Überblick
Im Jahr 2022 bezogen rund 2,5 Millionen Personen Altersrenten und 200'000 Personen Hinterbliebenenrenten je zwischen dem Minimum von 1225 Franken und dem Maximum von 2450 Franken. 350'000 Personen bezogen Ergänzungsleistungen, also etwa dreizehn Prozent der Rentenbezüger. Die Auszahlung in einem Jahr belief sich auf rund 50 Milliarden Franken, 73 Prozent dieser Kosten wurden von Arbeitnehmern und Arbeitgebern bezahlt, die restlichen 27 Prozent stammen aus der Mehrwert-, der Tabak- und der Direkten Bundessteuer. Die Kaufkraft der Renten im Jahr 2022 war auf das Vierfache jener von 1948 gestiegen und war auch seit 1982 um 17 Prozent gestiegen.
Bei den Rentenzahlungen handelt es sich um eine ökonomische Umverteilung: Die Einzahlung ist im Gegensatz zur Auszahlung nicht gegen oben begrenzt; 92 Prozent der Bezüger beziehen so mehr Geld, als sie jemals eingezahlt haben. Die absoluten Bezüge stiegen zudem durch die Erhöhung der Lebenserwartung und damit der Bezugsdauer. Bezahlt wird diese Umverteilung durch die höchsten Einkommen sowie nochmals durch die höchsten Einkommen sowie Firmensteuern bei der Alimentierung der direkten Bundessteuer.

## Entstehung und Geschichte

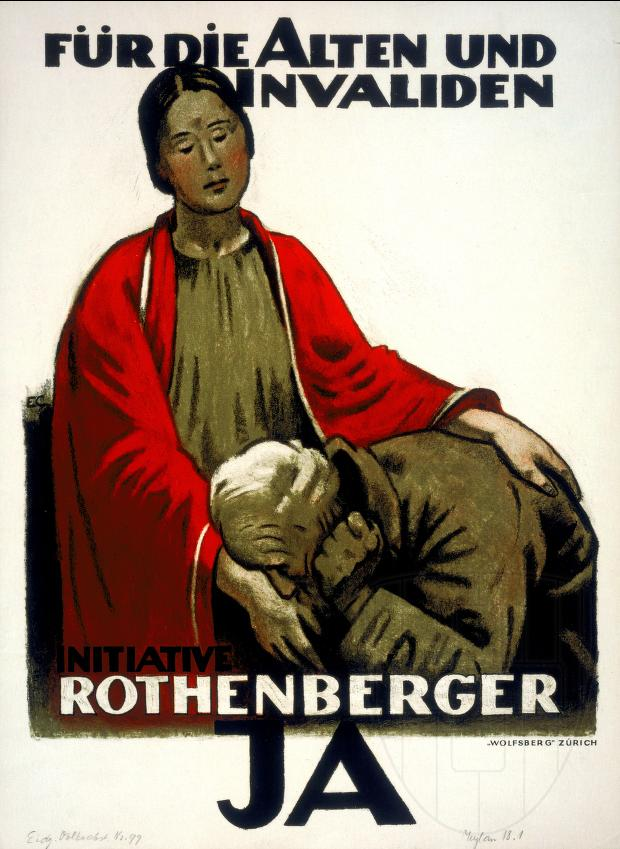
Plakat für die Rothenberger-Initiative, die im Mai 1925 abgelehnt wurde. Im Dezember desselben Jahres wurde die AHV-Vorlage (Verfassung) des Bundesrates in einer Volksabstimmung angenommen. Das Gesetz wurde 1947 verabschiedet und ist seit 1948 in Kraft.

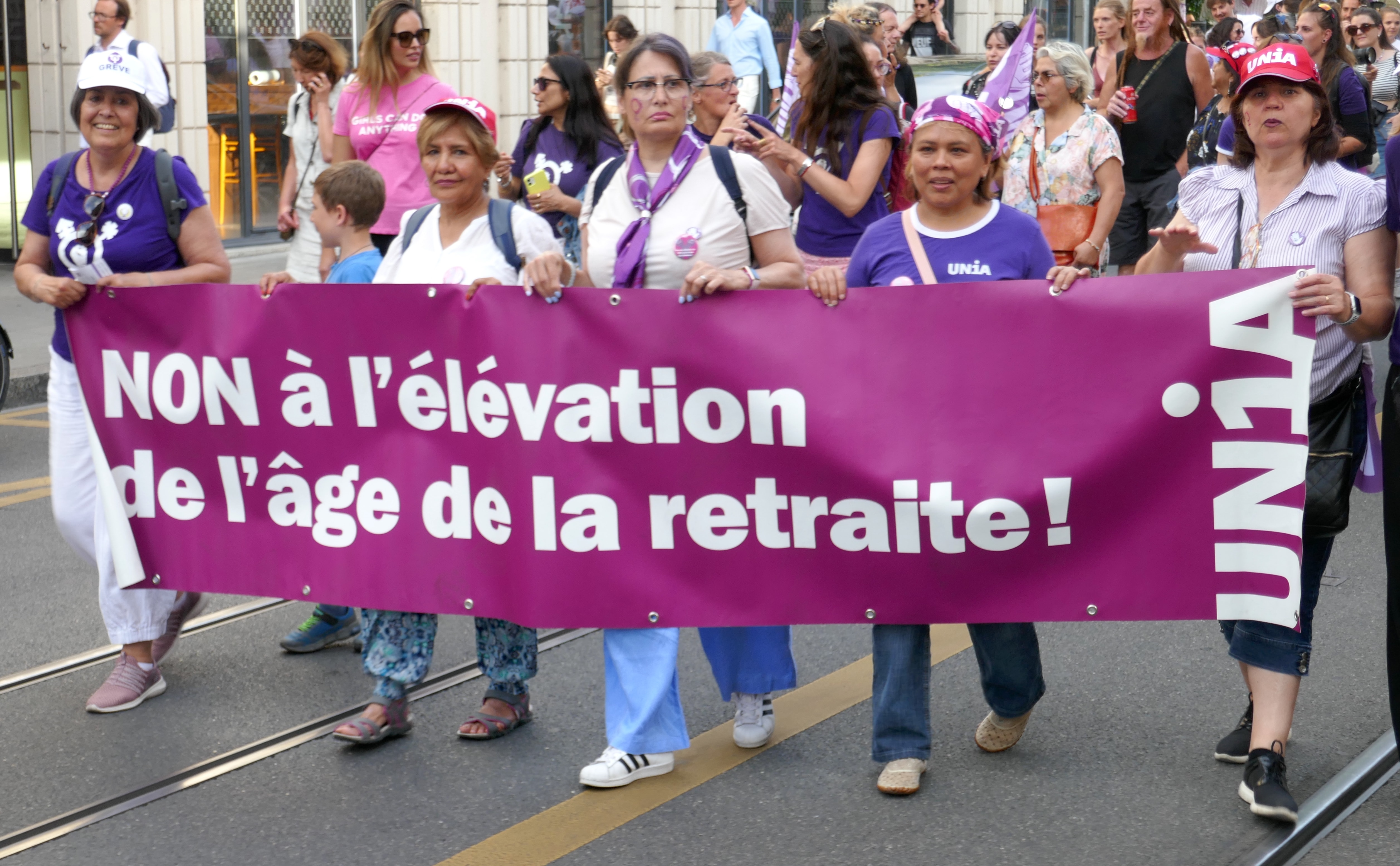
Banner "Nein zur Erhöhung des Rentenalters", während des Frauenstreiks am 14. Juni 2022 (Genf).

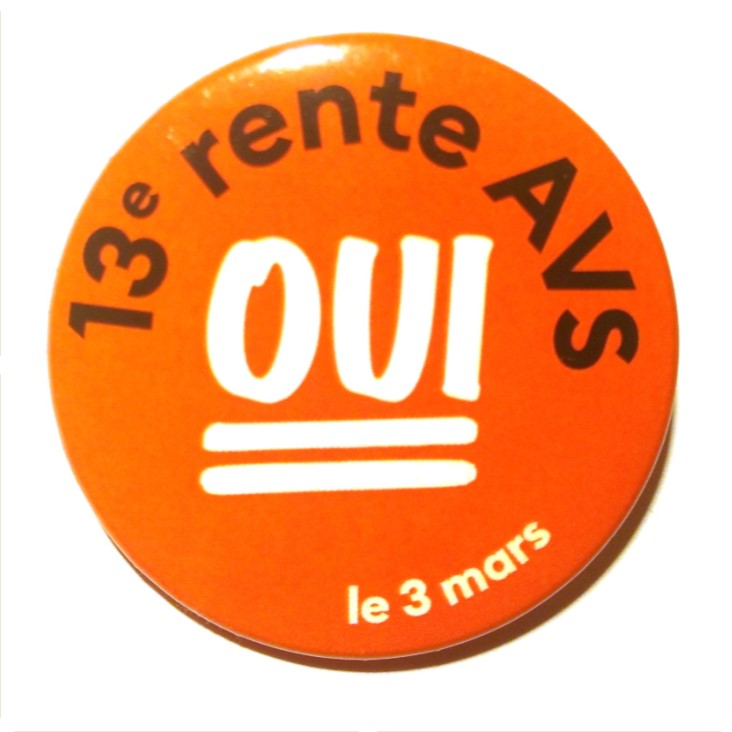
Button der Volksinitiative für eine 13. AHV-Rente, angenommen in der Volksabstimmung am 3. März 2024.

Bis ins 19. Jahrhundert kümmerten sich Familienangehörige, gemeinnützige Organisationen und die Kirche um Betagte und Erwerbsunfähige. Es gab lediglich eine öffentliche Armenfürsorge. In der Schweiz herrschte um 1880 vor allem unter Fabrikarbeitern Armut. Arbeiter mussten mit wenig Lohn auskommen, weder für schwierige Zeiten noch für das Alter konnten sie vorsorgen. Daher forderten Gewerkschaften sowie Politiker von FDP und SP ab 1904 eine AHV auf eidgenössischer Ebene. Umstritten war vor allem die Finanzierung.
Die Verfassungsgrundlage für die spätere AHV wurde bei einer Volksabstimmung am 6. Dezember 1925 geschaffen. 65 % der Stimmbürger nahmen die Ergänzung der Bundesverfassung an. Der Bund wurde beauftragt, auf dem Wege der Gesetzgebung die AHV einzuführen. Hinzu kam die Befugnis, später auch die Invalidenversicherung (IV) zu errichten. Aus der Besteuerung der gebrannten Wasser und des Tabaks fliessendes Geld diente der AHV-Finanzierung. Die erste Gesetzesgrundlage hierzu scheiterte am 6. Dezember 1931 mit nur 39,7 % Ja-Stimmen vor dem Volk. Der Bund überwies daher einen kleinen Beitrag an die Vorläuferorganisation der Pro Senectute, welche alte Bedürftige unterstützt. Die heutige AHV entstand aus der Lohn- und Verdienstausgleichskasse für Wehrmänner, die man in den Aktivdienstzeiten des Zweiten Weltkriegs neu konzipierte. Am 6. Juli 1947 wurde in einer Volksabstimmung die AHV nach ähnlichem Konzept mit 80 % Ja-Stimmen angenommen. Am 1. Januar 1948 wurde die AHV eingeführt. Federführend war dabei Bundesrat Walther Stampfli. Die Weiterentwicklungen, wie die Ergänzungsleistungen (1965) und das Drei-Säulen-System (1972), erfolgten unter Bundesrat Hans-Peter Tschudi, der oft als «Vater der AHV» bezeichnet wird. Um die AHV den Bedürfnissen der geänderten Demographie anzupassen, folgten weitere Revisionen. Die 10. AHV-Revision, die 1995 von 60,7 % der Stimmberechtigten befürwortet wurde, gilt dabei als Meilenstein durch den Systemwechsel hin zu einer individuellen sowie beide Geschlechter berücksichtigende Rente. Dieser AHV-Revision verdankt die Schweiz das sog. Ehegattensplitting, an dem auch BR Ruth Dreifuss massgeblich beteiligt war. Hierbei stimmte man ausserdem der schrittweisen Erhöhung des Frauenrentenalters von 62 auf 64 Jahre zu. Die 11. Revision, die unter anderem die Anhebung des Renteneintrittsalters für Frauen auf 65 Jahre vorsah, wurde am 16. Mai 2004 dem Volk zur Abstimmung vorgelegt und verworfen. Ebenfalls abgelehnt (mit 52,7 %) wurde am 24. September 2017 die Rentenreform 2020. Diese Reform hatte Änderungen bei der AHV (Flexibilisierung, Erhöhung des Frauenrentenalters von 64 auf 65 Jahre, eine Erhöhung der Neurenten um monatlich 70 CHF) sowie beim BVG (Absenkung des Rentenumwandlungssatzes von 6,8 auf 6 %) vorgesehen. Eine positive Beurteilung des Gesamtpakets erfuhr der Reformplan mehrheitlich vom links-grünen Lager, von Gewerkschaften und von der politischen Mitte, was aber nicht für eine Abstimmungsmehrheit reichte. 2019 stimmten die Stimmberechtigten dafür der STAF-Vorlage zu (Senkung der Unternehmenssteuern kombiniert mit einer jährlich wiederkehrenden Einlage von 2 Mia. CHF in die AHV).
Die AHV 21 wurde hingegen am 25. September 2022 angenommen (mit 50,5 %). Die Reform sieht eine Vereinheitlichung des Referenzalters von Frauen und Männern auf 65 Jahre vor. Die Reform trat am 1. Januar 2024 in Kraft.
Ein Urteil des Europäischen Gerichtshofes für Menschenrechte (EGMR) vom 11. Oktober 2022 ergab, dass Witwer und Witwen nicht gleich behandelt werden (EGMR-Beschwerde Nr. 78630/12). Witwen erhalten daher künftig keine lebenslange Rente mehr. Ohne Kinder gibt es nur 2 Jahre Witwen- oder Witwerrente, mit Kindern maximal bis zur Vollendung des 25. Lebensjahres des jüngsten Kindes. Ist das betreute Kind behindert, kann die Witwenrente länger gezahlt werden. Verwitwete Personen ab dem 58. Lebensjahr, die nach dem Tod des Ehepartners von Armut bedroht sind, haben Anspruch auf Ergänzungsleistungen. Für kinderlose Witwen oder Witwer, die bei Gesetzesänderung das 55. Lebensjahr erreichten, wird die Witwen- oder Witwerrente weitergezahlt wie bisher.

## Organisation
Die AHV weist weitgehend die gleiche Struktur wie die Invalidenversicherung auf, mit der sie auch organisatorisch eng verbunden ist.
Zwei Bereiche der AHV sind zentral organisiert. Das Bundesamt für Sozialversicherung gewährleistet die einheitliche Anwendung der gesetzlichen Bestimmungen. Die Zentrale Ausgleichsstelle (ZAS) in Genf führt die Gesamtbuchhaltung der AHV und weist jeder versicherten Person ihre Versichertennummer zu.
Alle anderen Aufgaben werden von den Ausgleichskassen wahrgenommen, die die Ansprechpartner der Versicherten sind. Die über hundert Kassen werden von Verbänden, Arbeitgebern, den Kantonen und dem Bund getragen.

## Versicherte
Obligatorisch bei der AHV versichert sind:
- alle in der Schweiz wohnhaften Personen ab dem 20. Altersjahr (Erwerbstätige ab dem 18. Altersjahr), also auch Studierende und nicht erwerbstätige Personen, jedoch ohne Personen, die aufgrund zwischenstaatlicher Verträge (insbesondere der «Bilateralen II») in anderen Staaten pflichtversichert sind
- Arbeitnehmer, die im Ausland wohnen, aber in der Schweiz arbeiten
- Schweizer Bürger, die bei einem Schweizer Arbeitgeber im Ausland beschäftigt sind

Freiwillig versichern lassen können sich Staatsangehörige der Schweiz, EU oder EFTA, die mindestens fünf Jahre obligatorisch bei der AHV versichert waren und unmittelbar danach Wohnsitz ausserhalb der Schweiz, EU und EFTA nehmen.

## Finanzierung
Die Finanzierung der AHV erfolgt hauptsächlich über die einkommensabhängigen Beiträge der Versicherten. Ausser den Kindern sind alle Versicherten beitragspflichtig. Weitere Gelder fliessen der AHV vom Bund zu (aus Mehrwertsteueranteilen sowie Tabak- und Alkoholsteuern). Diese staatlichen Beiträge belaufen sich auf rund 20 % der Erträge.
Bei unselbständig Erwerbenden teilen sich Arbeitgeber und Arbeitnehmer die Prämie je hälftig mit je 4,35 % des Bruttolohnes. Inklusive IV und EO ergibt dies einen Abzug von je 5,3 % (Stand seit 1. Januar 2021). Bei selbständig Erwerbenden richtet sich der Beitrag nach dem Einkommen (max. 9,95 % des Erwerbseinkommens).
Die AHV finanziert die Renten nach dem Umlageverfahren, das heisst, sie sammelt kein Kapital an, sondern gibt die Einnahmen sofort zur Zahlung der Renten wieder aus; das Vermögen des AHV-Ausgleichsfonds entspricht knapp einer Jahresausgabe.
Um die Finanzierung und die Leistungsfähigkeit der AHV gibt es ständige Diskussionen zwischen Bürgerlichen und Linken. Während die einen die Demographie und die ungünstige Entwicklung zwischen Beitragszahlern und Leistungsempfängern mit Sorge beobachten und Reformen (u. a. Leistungskürzungen, höhere Beiträge, höheres Rentenalter, Aufhebung des Mischindexes) fordern, vertrauen die anderen auf den Generationenvertrag und einen sich fortsetzenden Produktivitätszuwachs; sie wollen die AHV ausbauen und das Rentenalter ohne Rentenkürzungen flexibilisieren. Diese gesellschaftspolitische Auseinandersetzung mündet in die wiederkehrenden Versuche zur Revision der AHV.
Bei den Ergänzungsleistungen beteiligen sich die Kantone und teils auch Gemeinden an der Finanzierung.

## Leistungen
Bei Eintritt eines Leistungsanspruchs wird die Rente von der zuständigen Ausgleichskasse ausbezahlt. Die Renten werden alle zwei Jahre der Lohn- und Preisentwicklung angepasst (Mischindex). Wenn die Teuerung in einem Jahr höher als 4 % ist, wird die Rente früher angeglichen. Deckt die Rente den Existenzbedarf nicht, werden sogenannte Ergänzungsleistungen ausbezahlt.
Die Höhe der Altersrente wird aufgrund des durchschnittlichen Jahreseinkommens, der Beitragsjahre (maximal 44 Jahre) sowie der gutgeschriebenen Erziehungs- und Betreuungszeiten ermittelt. Die Minimalrente beträgt 1'260, die Maximalrente 2'520 Franken pro Monat (Stand 2025). Für die Maximalrente sind 44 Beitragsjahre und ein durchschnittliches Jahreseinkommen von 85'320 Franken oder mehr erforderlich (Stand 2019).
Verheiratete erhalten aufgrund der Plafonierung (Deckelung, von frz. Plafond) zusammen maximal 150 % der Maximalrente. Diese Deckelung wird neben steuerlichen Regeln auch als Heiratsstrafe gesehen.
Hinterlassenenrenten werden beim Tod eines versicherten Ehepartners oder Elternteils an die Hinterbliebenen (Ehepartner, Ehepartnerin, Kinder) gezahlt.

## AHV-Nummer
Jede versicherte Person erhält ihre persönliche Versichertennummer, auch AHV-Nummer genannt. Die Zuweisung durch die ZAS stellt sicher, dass eine bestimmte Nummer nicht an mehrere lebende Personen vergeben wird. Die korrekte Bezeichnung gemäss Bundesgesetz über die Alters- und Hinterlassenenversicherung (AHVG) lautet «(AHV-) Versichertennummer».  Allerdings ist die umgangssprachliche Bezeichnung «AHV-Nummer» vielfach üblich (auch in schriftlicher Korrespondenz mit Behörden, Krankenkassen und Versicherungen).

### Versichertennummer seit dem 1. Juli 2008
Per 1. Juli 2008 wurde eine 13-stellige Sozialversicherungsnummer eingeführt (franz.: numéro de sécurité sociale, NSS). Diese Nummer enthält keine Personenkennzeichen mehr, die Grenzen ihrer Verwendung sind gesetzlich festgeschrieben. Sie wird auch in der Invalidenversicherung, der Erwerbsersatzordnung und dem Automatischen Informationsaustausch (zu Steuerzwecken) verwendet.
Die AHV-Nummer beginnt mit 756 (dreistelliger ISO-3166-Code für die Schweiz), gefolgt von neun zufälligen Ziffern, und einer Prüfziffer. Die AHV-Nummer ist somit ein gültiger EAN-13-Code. Zwei zufällige Beispiele: 756.4349.9214.00 und 756.1256.7829.26.
Seit 1. Januar 2022 dürfen Behörden die AHV-Nummer systematisch als Personenidentifikator verwenden, sofern die Erfüllung ihrer gesetzlichen Aufgaben dies erfordert. Ziel ist es, Verwechslungen bei der Bearbeitung von Personendossiers zu vermeiden, zur Umsetzung der «E-Government-Strategie Schweiz» beizutragen und die Effizienz der Verwaltung zu verbessern.

### Historisches System
Das im Folgenden dargestellte alte System stiess an technische, organisatorische und datenschutzrechtliche Grenzen, weswegen es, siehe oben, abgelöst wurde.
Bei der Einführung der AHV bestand die AHV-Nummer aus drei Ziffernblöcken mit insgesamt 8 Stellen.
Im Jahr 1972 kam ein vierter, dreistelliger Ziffernblock hinzu, womit die Nummer 11-stellig wurde. 
Die bis zum 30. Juni 2008 vergebenen AHV-Nummern sind wie folgt aufgebaut:
- Erste 3 Ziffern: Beginn des Nachnamens
- Nächste 2 Ziffern: Geburtsjahr
- Nächste 3 Ziffern: Geburtstag und Geschlecht

Die 1. Ziffer dieser Gruppe: Quartal der Geburt; Geschlecht
| Quartal                    | männlich | weiblich |
| -------------------------- | -------- | -------- |
| 1. Quartal, Beginn Januar  | 1        | 5        |
| 2. Quartal, Beginn April   | 2        | 6        |
| 3. Quartal, Beginn Juli    | 3        | 7        |
| 4. Quartal, Beginn Oktober | 4        | 8        |

2. und 3. Ziffer dieser Gruppe: Anzahl der Tage vom Quartalsbeginn bis zum Geburtstag, ein neuer Monat beginnt immer nach 31 Tagen (573 = Frau mit Geburtstag am 11. März [31 + 31 + 11 = 73])
- Letzte 3 Ziffern: Ordnungsnummer, Nationalität, Prüfziffer

1. Ziffer dieser Gruppe: Ordnungsnummer, von 1 bis 9
2. Ziffer dieser Gruppe: 1 bis 4 für Schweizer, 5 bis 8 für Ausländer und Staatenlose
3. Ziffer dieser Gruppe: Prüfziffer, lässt sich aus allen vorangehenden Ziffern berechnen.
Die vier Ziffernblöcke sind jeweils durch einen Punkt getrennt. Beispiel einer AHV-Nummer: 123.45.678.113 – aus dieser lässt sich ermitteln, dass die Person weiblich, Schweizerin und am 16. Juni 1945 geboren ist und ihr (lediger) Name mit den Buchstaben As oder At beginnt.